# Tolpia leucomera
Tolpia leucomera är en fjärilsart som beskrevs av George Francis Hampson 1926. Tolpia leucomera ingår i släktet Tolpia och familjen nattflyn. Inga underarter finns listade i Catalogue of Life.